# Купер, Макс Дэйл
Макс Дэйл Купер (Max Dale Cooper, род. 31 августа 1933 года, Hazlehurst, Mississippi) — американский учёный-медик, иммунолог. Профессор Университета Эмори, в 1967—2008 годах профессор University of Alabama at Birmingham, член Национальных Академии наук и Медицинской академии США, иностранный член Французской АН (2015) и Лондонского королевского общества (2017). Лауреат премии Японии (2018) и премии Роберта Коха (2010).

## Биография
Отучился в школе, где работали оба его родителя.
Окончил Миссисипский университет (1954), где учился с 1952 года. Получил степени по медицине в медицинских школах Миссисипского (1955) и Тулейнского (1957) университетов, в последнем — степень доктора медицины, а в 1991 году удостоился там награды выдающегося выпускника. В 1957—1958 годах интерн в одной из больниц штата Мичиган. В 1958—1960 гг. резидент кафедры педиатрии школы медицины Тулейнского университета, в 1962-63 годах её инструктор. В 1961 году работал в детской больнице в Лондоне, в 1961-62 годах постдок в Калифорнийском университете в Сан-Франциско.
В 1963-66 годах работал на кафедре педиатрии Миннесотского университета, в 1966-67 годах её ассистент-профессор.
В 1967—2008 годах профессор University of Alabama at Birmingham, одновременно: кафедры педиатрии (с 1967), кафедры микробиологии (с 1971, её ассоциированный профессор с 1967), кафедры патологии и кафедры медицины, а также школы медицины (всех трёх — с 1987), также занимал в этом университете ряд других должностей, в частности, в 1976—1987 годах являлся директором по клеточной иммунобиологии его опухолевого института.
В 1973-74 годах приглашённый учёный на кафедре зоологии Университетского колледжа Лондона, а в 1984-85 годах — в Париже.
С 2008 года профессор медицинской школы Университета Эмори и её вакцинного центра, а также центра исследований СПИДа этого университета.
В 1978 году вице-президент Society for Pediatric Research.
В 1988—1989 годах президент Американского общества иммунологов, в 1993—1994 годах — Clinical Immunology Society.
C 1990 года член Alabama Academy of Honor.
Член Американской ассоциации содействия развитию науки (1994).
Член Американской академии искусств и наук.
Почётный член Французского общества иммунологии (1980).
Женат, имеет дочь и трёх сыновей.

## Награды
- Samuel J. Meltzer Founder’s Award, Society for Experimental Biology and Medicine[англ.] (1966)
- Медаль президента University of Alabama at Birmingham[англ.] (1988)
- 3M Life Sciences Award (1990)[7]
- Sandoz Prize for Immunology[англ.] (1990, совместно с Ж. Миллером, первые удостоенные, ныне это Novartis Prize for Basic Immunology)
- Лекция имени Reginald Edward Harry Dyer, Национальные институты здравоохранения (1991)
- American College of Physicians Science Award (1994)
- American Association of Immunologists Lifetime Achievement Award[англ.] (2000)
- AAI[англ.]-Dana Foundation[англ.] Award in Human Immunology Research (2006)
- Avery-Landsteiner-Preis[нем.] (2008)
- Премия Роберта Коха (2010)[8]
- Премия Японии по медицине (2018, совместно с Ж. Миллером)[5]
- Премия Альберта Ласкера за фундаментальные медицинские исследования (2019, совместно с Ж. Миллером)